# Hormozgan
Le Hormozgan (en persan : هرمزگان, Hormozgân) est une des trente-et-une provinces d'Iran. Elle est située dans le sud du pays, faisant face à Oman. Sa superficie est de 68 475 km2, et sa capitale est Bandar Abbas. La province possède quatorze îles situées dans le golfe Persique et mille kilomètres de littoral.
La province a huit villes majeures: Bandar Abbas, Bandar Lengueh, Minab, Bandar Tcharak, Jask, Bastak, Bandar Khamir et Fin. La province est constituée de vingt-et-un départements, soixante-neuf municipalités, et 2 046 villages. En 1996, la population de la province atteignait presque 1,1 million d'habitants.

## Histoire
Bien qu'on sache que le Hormozgan ait eu des peuplements durant la période Achéménide et au moment où Néarque, le navigateur d'Alexandre le Grand, est passé par la région, l'histoire écrite du principal port du Hormozgan (« Bandar-e-Hormoz ») commence avec Ardachir Ier durant l'Empire Sassanide.
On dit que la province a été particulièrement prospère entre 241 av. J.-C. et 211 av. J.-C., mais son importance a crû encore plus en termes commerciaux après l'arrivée des conquérants arabes.
Marco Polo a visité le port de Bandar Abbas en 1272 et en 1293, et a décrit l'importance de la joaillerie perse, de l'ivoire et de la soie d'Indochine, et des perles de Bahreïn dans les bazars des ports d'Ormuz.
Zheng He, dans son expédition de 1413-1415, visite la région.
En 1497, les explorateurs européens ont débarqué dans la région pour la première fois, à commencer par Vasco de Gama. En 1506, les Portugais, avec Afonso de Albuquerque à leur tête, ont envahi la région avec 7 navires de guerre, sous le prétexte de protéger leurs intérêts égyptiens et vénitiens. Le port d'Ormuz était alors considéré comme un port stratégique pour les intérêts commerciaux dans le golfe Persique.
Ismaïl Ier qui était en train d'essayer de contrer l'Empire ottoman à l'ouest, a été incapable de sauver le port des mains portugaises jusqu'à ce que Abbas Ier le Grand soit finalement en mesure de les chasser du golfe Persique avec l'aide des Britanniques. Le nom Bandar Abbas vient directement du nom de Chah Abbas Ier le Grand.
Les Britanniques, étant alors en compétition dans la région avec les colonisateurs hollandais qui ont finalement réussi à envahir l'île de Qechm et maintenu des navires de guerre à Bandar Abbas jusqu'aux dernières années du règne du Chah Abbas. Le gouvernement persan était incapable de se défendre contre cette attaque. Cependant, avec la détérioration des relations entre les Britanniques et les Hollandais, les tensions militaires ont ensuite augmenté dans la région. Les Hollandais ont finalement déplacé leur base dans l'île de Kharg.
Le gouverneur de Kharg, Mir Mahna, a finalement été capable de battre les forces hollandaises à Kharg, laissant les Britanniques comme seuls maîtres de la région tout entière. Bientôt les Britanniques prenaient le contrôle de tout le golfe Persique via leurs intérêts dans la Compagnie britannique des Indes orientales. Les Britanniques ont adopté une politique cherchant à encourager l'autonomie locale dans le golfe Persique afin de préserver toute unification de menacer leurs établissements dans le golfe Persique.
L'importance stratégique du golfe Persique a augmenté après la Première Guerre mondiale avec la découverte de pétrole dans la région.

## Géographie et culture

Carte des comtés de Hormozgan.

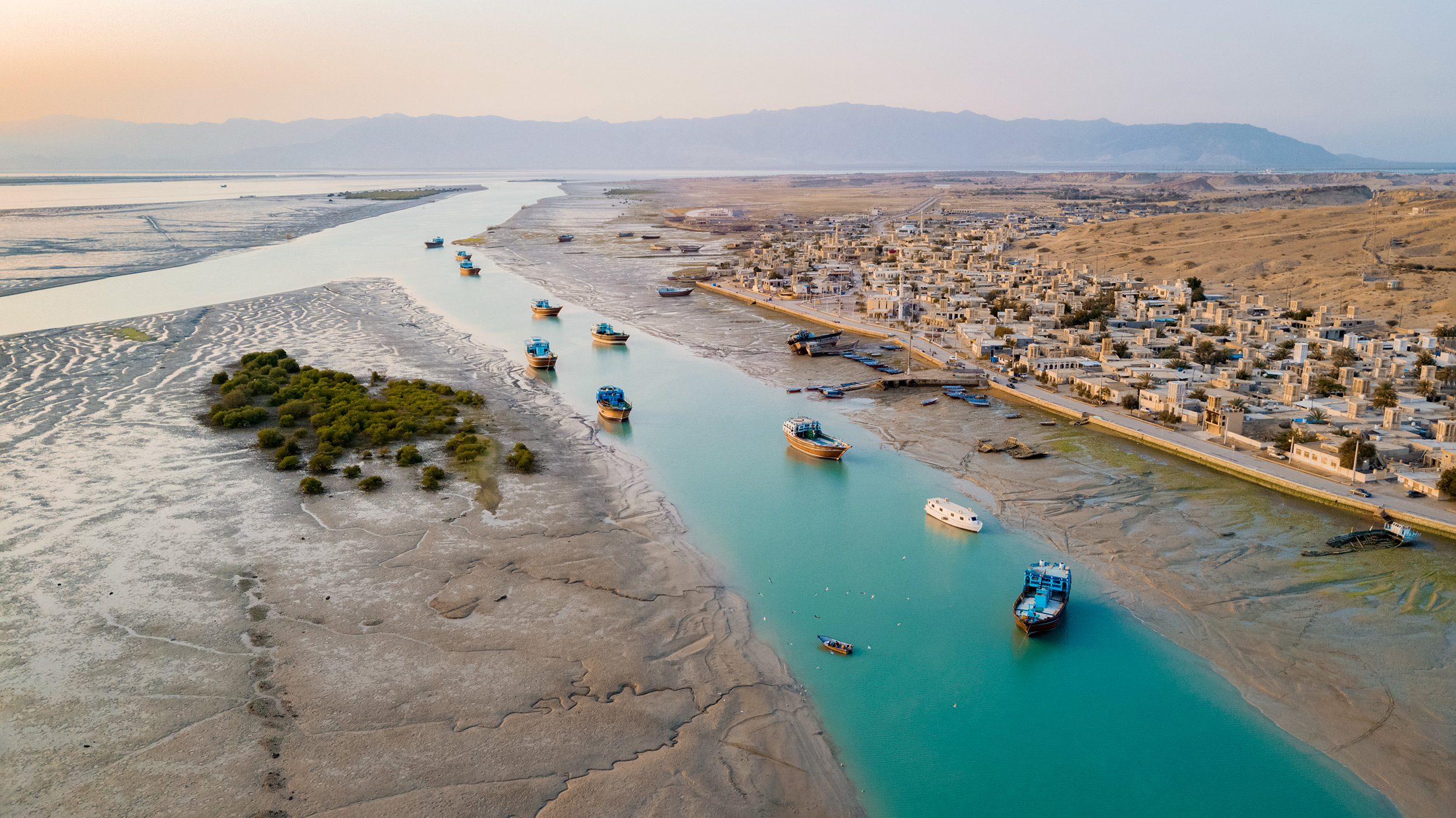
La ville de لافت_(قشم), auprès du détroit d'Ormuz, dans le district rural de Howmeh, dans le district central du comté de Qeshm, dans l'Hormozgan. Mars 2018.

La province est majoritairement montagneuse, étant située à l'extrémité sud de la chaîne des monts Zagros.
La province connaît un climat très chaud et humide, avec des températures excédant parfois les 49 °C en été. Il y a très peu de précipitations au cours de l'année.[Passage contradictoire]

### Îles de la province
14 îles iraniennes du golfe Persique font partie de cette province, dont : 
- Qechm.
- Kich.
- Petite et Grande Tunb.
- Abou-Moussa.
- Lavan.
- Hengam.
- Ormuz.
- Sirri.
- Faror island (en).
- Forurgan.
- Shotur.
- Larak.
- Hendurabi (en).

Divisions administration
Rudan
DJask
minab
Bandar khamir 
Bandar lengeh
Bandar Abbas 
Hadji Abad
Parsian
Bastak
Sirik
Bachagard
Minab
Abu musa

## Économie
L'Hormozgan possède aujourd'hui[Quand ?] 11 ports, 5 aéroports nationaux et 3 aéroports internationaux. La province a une agriculture active, étant la première d'Iran pour la production de citron vert et la seconde pour la production de dattes. 30 % des pêches iraniennes viennent de cette province. Deux barrages majeurs servent les besoins en eau de cette province, nommés Barrage Jegin et Barrage Shemil.
L'Allemagne a récemment proposé de construire un pont qui relierait l'île de Qechm au continent, un projet d'une très grande ampleur.
L'Hormozgan a deux zones franches, une à Kich et l'autre à Qechm.
La province abrite aussi des champs pétroliers et gaziers, notamment offshore, comme celui de Resalat.

## Attractions
L'Hormozgan possède des hôtels 4 et 5 étoiles aux installations modernes. L'organisation de l'Héritage Culturel de l'Iran répertorie 212 sites d'importance historique et culturelle dans la province. Les attractions les plus populaires sont :
- Emarat e Kolah Farangi (construit par les Hollandais durant leur présence).
- Berkeh haye Baran (6 réservoirs d'eau douce).
- Bains traditionnels Gele-dari.
- Le temple Hindu.
- Pont Latidan, construit à l'époque de chah Abbas Ier.
- Résidence Fekri.
- Maison Sa'di.
- La forteresse portugaise.
- Île de Qechm.
- Île de Kich, un des lieux de villégiature touristique le plus populaire dans le sud de l'Iran et le golfe Persique, dont la mise en valeur a commencé à l'époque de Mohammad Reza Pahlavi.
- Geno, réserve de la biodiversité de l'UNESCO.
- Hara, réserve de la biodiversité de l'UNESCO.
- Plusieurs sources d'eau chaude.

## Universités
1. Université de sciences médicales de Bandar Abbas.
2. Université du Hormozgan.
3. Institut d'études supérieures de Qechm.
4. Université islamique libre de Bandar Abbas.
5. Université de Kich.